# Ed Reynolds
Ed Rannell Reynolds II (Orange Park, 18 ottobre 1991) è un ex giocatore di football americano statunitense che ha giocato nel ruolo di safety. Fu scelto nel corso del quinto giro (162º assoluto) del Draft NFL 2014. Al college giocò a football alla Stanford University.

## Carriera professionistica

### Philadelphia Eagles
Reynolds fu scelto nel corso del quinto giro del Draft NFL 2014 dai Philadelphia Eagles. Dopo non essere mai sceso in campo nella sua prima stagione, nella successiva giocò in sei gare mettendo a segno 21 tackle e un intercetto.

### Cleveland Browns
Nel 2016, Reynolds firmò con i Cleveland Browns.